# Río Suzana
El río Suzana es un curso de agua brasileño del estado de Río Grande do Sul. Integrante la Cuenca del Plata, nace en el municipio de Erechim y con rumbo sur a norte  desemboca en el río Uruguay, aguas abajo de la localidad de Marcelino Ramos.
- Datos: Q6115733